# Vala Mal Doran
Vala Mal Doran je fiktivní postavou ve sci-fi seriálu Hvězdná brána. Roli Valy Mal Doran představuje herečka Claudia Black. Poprvé se postava Valy objevuje v epizodě 8. řady Upoutaný Prométheus (Prometheus Unbound).

## Život
Vala Mal Doran byla svobodným člověkem, který žil s jim podobným na své domovské planetě. Později byla goa'uldy vybrána jako hostitelka goa'ulda Qetesh.
O postavení Qetesh mezi vládci soustavy se toho moc neví, dá se však vystopovat její spojenectví s jiným vládcem – Athénou. Podle jejích slov byla Quetesh velmi inteligentní a prohnaná – i na poměry ostatních goa'uldů. Podařilo se jí využít Athéniny slabosti a spojila se s ní ve víře, že společně najdou antický Clava thessara infinitas – Klíč k nekonečnému bohatství.
Clava thessara infinitas byl nejspíš i poklad antických vědomostí, zbraní a technologií, o kterých se v seriálu zmiňovali Simmons, Meybourne a organizace NID; nebyl však nikdy vypátrán (pravděpodobně další ze ztracených pokladů Antiků). Nicméně nějakou dobu po zradě Athény se Tok'rům podařilo Qetesh zajmout a úspěšně ji vyjmout z hostitelky. Vala tak získala kontrolu nad svým tělem, potlačené vzpomínky a vědomosti a samozřejmě také znalosti a schopnosti ovládání goa'uldských technologií.
Poté se nejspíš rozhodla, že po zkušenostech s vládci soustavy se přidá k organizaci pašeráků a žoldáků, kteří se v galaxii vyskytovali. Vala se specializovala na přechovávání a obchodování s cennými předměty, později se zaměřila na krádeže lodí, které prodávala Luciánské alianci za zbraňový naquadah (aliance v té době neměla takový vliv, kvůli dominanci vládců soustavy). Po pádu goa'uldů obchodovala s nejcennějšími předměty. Když vládci soustavy padli a byli opuštěni svými Jaffy i následovníky, začali překupníkům a pašerákům rozprodávat artefakty ze svých ohromných sbírek, aby si udrželi životní styl, na který si za poslední století tak zvykli. Tak se k Vale dostal i záznam o pokladu v anglickém Glastonburry.
Když se Vala Mal Doran poprvé dostala do SGC, byla bezohlednou zlodějkou a lhářkou, ale v období dvou let se její osobnost výrazně změnila. Stala se jedinečným přínosem pro SGC a je váženým členem týmu SG-1.
Její otec, Jacek, je okouzlující podvodník, který celý život hledá snadné bohatství. Když Vala vyrůstala, býval pryč celé měsíce a vracel se jen, aby se skryl před lidmi, které podvedl.
Při incidentu na Kallaně se stala svědkem pokusu Oriů vytvořit superbránu. Vale se pomocí nákladní lodi podařilo dostat do místa posledního článku superbrány a narušit tak její energetické pole. Rázová vlna po vzniku singularity, která zničila superbránu, přenesla Valu do galaxie Oriů. Zde se seznámila s Tominem, kterého si později vzala za muže. Na palubě válečné lodi Oriů, která se dostala do naší galaxie, porodila Vala dceru, dítě Oriů. Mladá Orici přijala jméno Adria, ale nemohla přesvědčit svojí matku přijmout Počátek. Valu zachránila SG-1, která ji z orijské lodi transportovala na palubu Odyssey.